# بارما (أوهايو)
| خارطة المدينة                                 | خارطة المدينة                 |
| --------------------------------------------- | ----------------------------- |
|                                               |                               |
| موقع المدينة في ولاية أوهايو ومقاطعة كاياهوغا |                               |
| معلومات المدينة                               |                               |
| الولاية                                       | أوهايو                        |
| المقاطعة                                      | كاياهوغا                      |
| المساحة                                       | 51.7 كم2                      |
| تعداد السكان                                  | 85,655                        |
| المحافظ                                       | دين ديبييرو                   |
| الموقع الشبكي                                 | http://www.cityofparma-oh.gov |

بارما هي مدينة في مقاطعة كاياهوغا بولاية أوهايو الأمريكية تقع على خط عرض 41.39 شمالا وخط طول 81.73 غربا. بلغ عدد سكانها 85,000 نسمة في تعداد عام 2000 ولها مساحة تقدر ب 51.7 كم². ترتفع المدينة 268 مترا عن سطح البحر والرمز البريدي لها هو 44129.

## التركيبة السكانية
قام مكتب تعداد الولايات المتحدة بتحديد بيانات التركيبة السكانية لبارما في تعداد الولايات المتحدة. في ما يلي، التركيبة السكانية حسب تعدادي 2000 و2010.

### تعداد عام 2000
بلغ عدد سكان بارما 907 نسمة بحسب تعداد عام 2000، وبلغ عدد الأسر 310 أسرة وعدد العائلات 233 عائلة مقيمة في القرية.
وتوزع التركيب العرقي للقرية بنسبة 96.14% من البيض و 0.88% من الأمريكيين الأصليين و 0.55% من الأمريكيين ذوي الأصول الآسيوية و 0.55% من الأمريكيين الأفارقة و 1.21% من عرقين مختلطين أو أكثر.
بلغ عدد الأسر 310 أسرة كانت نسبة 43.2% منها لديها أطفال تحت سن الثامنة عشر تعيش معهم، وبلغت نسبة الأزواج القاطنين مع بعضهم البعض 58.7% من أصل المجموع الكلي للأسر، ونسبة 11.9% من الأسر كان لديها معيلات من الإناث دون وجود شريك، وكانت نسبة 24.8% من غير العائلات. تألفت نسبة 21.0% من أصل جميع الأسر من أفراد ونسبة 7.1% كانوا يعيش معهم شخص وحيد يبلغ من العمر 65 عاماً فما فوق. وبلغ متوسط حجم الأسرة المعيشية 3.32، أما متوسط حجم العائلات فبلغ 2.86.
بلغ العمر الوسطي للسكان 33 عاماً. وكانت نسبة 33.7% من القاطنين تحت سن الثامنة عشر، وكانت نسبة 7.2% بين الثامنة عشرة والأربعة وعشرين عاماً، ونسبة 30.9% كانت واقعةً في الفئة العمرية ما بين الخامسة والعشرين والأربعة وأربعين عاماً، ونسبة 19.5% كانت ما بين الخامسة والأربعين والرابعة والستين، ونسبة 8.7% كانت ضمن فئة الخامسة والستين عاماً فما فوق. يوجد لكل 100 أنثى 104.7 ذكر، ويوجد لكل 100 أنثى في الثامنة عشر من عمرها فما فوق 98.3 ذكر.
بلغ متوسط دخل الأسرة في القرية 39,531 دولار، أما متوسط دخل العائلة فبلغ 46,429 دولار. وكان متوسط دخل الذكور 31,307 دولار مقابل 24,432 دولار للإناث. وسجل دخل الفرد الخاص بالقرية 16,483 دولار. وكانت نسبة 1.8% من العائلات ونسبة 3.3% من السكان تحت خط الفقر، وكان من هؤلاء نسبة 2.0% تحت سن الثامنة عشر ونسبة 9.1% في الخامسة والستين من العمر وما فوق.

### تعداد عام 2010
بلغ عدد سكان بارما 769 نسمة بحسب تعداد عام 2010، وبلغ عدد الأسر 287 أسرة وعدد العائلات 207 عائلة مقيمة في القرية. في حين سجلت الكثافة السكانية 725.5 نسمة لكل ميل مربع (280.1/كم2). وبلغ عدد الوحدات السكنية 322 وحدة بمتوسط كثافة قدره 303.8 لكل ميل مربع (117.3/كم2).
وتوزع التركيب العرقي للقرية بنسبة 95.8% من البيض و 0.4% من الأمريكيين الأصليين و 0.9% من الأمريكيين ذوي الأصول الآسيوية و 0.4% من الأمريكيين الأفارقة و 1.8% من عرقين مختلطين أو أكثر.
بلغ عدد الأسر 287 أسرة كانت نسبة 41.5% منها لديها أطفال تحت سن الثامنة عشر تعيش معهم، وبلغت نسبة الأزواج القاطنين مع بعضهم البعض 48.8% من أصل المجموع الكلي للأسر، ونسبة 16.4% من الأسر كان لديها معيلات من الإناث دون وجود شريك، بينما كانت نسبة 7.0% من الأسر لديها معيلون من الذكور دون وجود شريكة وكانت نسبة 27.9% من غير العائلات. تألفت نسبة 20.9% من أصل جميع الأسر من أفراد ونسبة 10.1% كانوا يعيش معهم شخص وحيد يبلغ من العمر 65 عاماً فما فوق. وبلغ متوسط حجم الأسرة المعيشية 3.01، أما متوسط حجم العائلات فبلغ 2.62.
بلغ العمر الوسطي للسكان 36.5 عاماً. وكانت نسبة 29% من القاطنين تحت سن الثامنة عشر، وكانت نسبة 8.9% بين الثامنة عشرة والأربعة وعشرين عاماً، ونسبة 22.6% كانت واقعةً في الفئة العمرية ما بين الخامسة والعشرين والأربعة وأربعين عاماً، ونسبة 26.7% كانت ما بين الخامسة والأربعين والرابعة والستين، ونسبة 12.6% كانت ضمن فئة الخامسة والستين عاماً فما فوق. وتوزع التركيب الجنسي للسكان بنسبة 51.5% ذكور و48.5% إناث.

## جغرافية المدينة
تقع برما على خط، تبلغ مساحة المدينة 51.7 كم²، ومساحة مياهها 0.1 كم².

## التركيبة السكانية
في إحصائيات عام 2000 بلغ عدد سكان المدينة 85,655 نسمة، 40,846 ذكور (47.7%) و44,809% إناث (52.3%) يتكونون من 35,126 أسرة من ضمنهم 23,323 عائلة، 27% من ال35,126 أسرة لديهم أطفال أقل من عمر 18 سنة يعيشون معهم، 52.7% منهم عبارة عن زوجين يعيشان معا أيضا، 10.2% منهم رب الأسرة هي امرأة تعيش بدون زوج، 33.6% منهم لا يعيشون كعائلة، 29.2% من الأسر يعيشون كأفراد وحدهم منهم 13.6% تزيد أعمارهم عن 65 عاما. معدل الأفراد في الاسرة هو 2.4 اما في العائلة فيزيد ليبلغ 2.99 شخص.
الكثافة السكانية هي 1,656.9 شخص/ كم². يتوزع السكان على 36,414 بيت وشقة سكنية بكثافة 704.4 وحدة سكنية/كم². يكون البيض 95.67% من السكان بينما تبلغ نسبة السود 1.06%، أما بقية الأجناس فهي : 0.14% سكان أصليين، 1.57% آسيويين، 0.02% من سكان المحيط الهادي، 1.54% من سكان أمريكا اللاتينية، 1.09 من عرقين مختلفين، و0.45 من جنسيات أخرى.
متوسط الدخل للأسرة 43,920 دولار، بينما يبلغ متوسط الدخل للعائلة 52,436 دولاراً. يتوزع متوسط الدخل على الذكور بقيمة 39,801 دولار للفرد الواحد بينما يبلغ 27,701 للأنثى العاملة. معدل الدخل لكل فرد في المدينة هو 21,293 دولار. يعيش 4.9% من السكان و3.3% من العوائل تحت خط الفقر. 6.6% من الأشخاص الذين تقل أعمارهم عن 18 سنة بالإضافة إلى 4% ممن هم 65 سنة فما فوق يعيشون تحت خط الفقر.

### الأصول العرقية للسكان البيض
- ألمان : 24.5%
- بولنديين : 18.1%
- آيرلنديين : 14.6%
- إيطاليين : 13.5%
- سلوفاكيين : 9.3%
- إنجليز : 5.7%

## المؤسسات التعليمية
يوجد في برما 22 مدرسة حكومية تخدم 12980 طالب وطالبة، منها 3 مدارس عليا: مدرسة برما، ومدرسة فالي فورج، ومدرسة نورماندي. وهناك 3 مدارس متوسطة، و16 مدرسة ابتدائية. هذا ويوجد في المدينة 11 مدرسة خاصة تهتم أغلبها بالتعليم الديني المسيحي. كما أن هناك 3 كليات لتخصصات مختلفة.

## الخدمات المدنية
يوجد في المدينة مركز تجاري فيه مختلف المحلات متعددة الخدمات، يوجد فيه مكتبة لبيع الكتب، ودائرة شرطة لحفظ الأمن. ويوجد أيضا مستشفى متخصص في علاج السرطان والعمليات الجراحية، تحتوي المستشفى على 307 أسرّة للمرضى وتوفر برامج تأمينية لمساعدة كبار السن. في مجال الطوارئ يوجد خمسة دوائر للاطفائية تم إنشاء أولها عام 1924.

## وصلات خارجية
- الموقع الرسمي لبلدية مدينة بارما على الشبكة العالمية (en)
- خريطة بارما من خرائط جوجل (en)